# ژورا موسیسیان
ژورا مامبری موسیسیان (ارمنی: Ժորա Մամբրեի Մովսիսյան زاده ۱۷ مارس ۱۹۲۶ - درگذشته ۱۳ مارس ۲۰۰۷) یک بازیگر اهل ارمنستان بود. وی بین سال‌های ۱۹۴۳ تا - میلادی فعالیت می‌کرد.

## زندگی‌نامه
وی در ۱۷ مارس ۱۹۲۶ در آشتاراک به دنیا آمد . وی همچنین برندهٔ جوایزی همچون هنرمند شایسته ارمنستان شوروی (۱۹۷۹) و هنرمند مردمی جمهوری قره‌باغ کوهستانی (۲۰۰۴) شده است. وی در ۱۳ مارس ۲۰۰۷ در سن ۸۰ سالگی در استپاناکرت درگذشت.